# Iga (Vorname)
Iga ist ein weiblicher Vorname polnischer Herkunft.
Der Vorname hat seinen Ursprung als Kurzform des polnischen Vornamens Jadwiga (deutsch: Hedwig) ist aber nun ein eigenständiger Vorname.
Als Namenspatroninnen werden vor allem folgende katholische Heilige angeführt:
- Die Heilige Hedwig von Andechs (auch Hedwig von Schlesien; (polnisch:Jadwiga Śląska) * 1174 in Andechs; † 15. Oktober 1243 in Trebnitz) war Herzogin von Schlesien. Hedwig gilt als Patronin der Versöhnung zwischen Deutschen und Polen.

- Hedwig von Anjou (auch Heilige Hedwig von Polen, polnisch Jadwiga Andegaweńska,...„von Anjou“, lateinisch Hedvigis; * 3. Oktober 1373 in Ofen; † 17. Juli 1399 in Krakau) war die Tochter des Königs Ludwig I. von Polen, Ungarn und Kroatien aus dem Haus Anjou. Sie war ab 1384 bis zu ihrem Tod Regentin und Königin von Polen und wurde 1997 heiliggesprochen. Sie gilt als eine der bedeutendsten Regentinnen der polnischen Geschichte.

Der Vorname ist besonders in Polen bekannt, er ist allerdings auch dort selten.
Bekannte Namensträgerinnen:
- Iga Cembrzyńska (* 1939), polnische Schauspielerin
- Iga Mayr (1921–2001), polnische Schauspielerin
- Iga Wyrwał (* 1989), polnische Schauspielerin und Model
- Iga Świątek (* 2001), polnische Tennisspielerin